# Chamaecytisus
Chamaecytisus es un género de Angiosperma perteneciente a la familia Fabaceae. Comprende 81 especies descritas y de estas, solo 13 aceptadas.

## Taxonomía
El género fue descrito por Johann Heinrich Friedrich Link y publicado en Handbuch zur Erkennung der nutzbarsten und am häufigsten vorkommenden Gewächse 2: 154–155. 1831.
Etimología
Chamaecytisus: nombre genérico que según algunos autores deriva de la palabra griega kutisus, un nombre para una especie de trébol (en referencia a la forma de las hojas); según otras etimologías "Cytisus" es un nombre del latín que deriva de una palabra preexistente griega kytisos de etimología incierta (podría ser el resultado de algunos de los primeros habitantes de la expresión Asia Menor ).; según otras etimologías se deriva de la palabra griega kytos (= cavidad.)

## Especies aceptadas
A continuación se brinda un listado de las especies del género Chamaecytisus aceptadas hasta julio de 2014, ordenadas alfabéticamente. Para cada una se indica el nombre binomial seguido del autor, abreviado según las convenciones y usos.
- Chamaecytisus absinthioides (Janka) Kuzmanov
- Chamaecytisus albidus (DC.) Rothm.
- Chamaecytisus calcareus (Velen.) Kuzmanov
- Chamaecytisus capitatus (Scop.) Link
- Chamaecytisus × cetius (Beck) Dostál
- Chamaecytisus colchicus (Albov) Port.
- Chamaecytisus dorycnioides (Davidoff) Frodin & Heyw.
- Chamaecytisus frivaldszkyanus (Degen) Kuzmanov ex Greuter, Burdet & G. Long
- Chamaecytisus mollis (Cav.) Greuter & Burdet
- Chamaecytisus ponomarjovii Czerep.
- Chamaecytisus prolifer (L. f.) Link
- Chamaecytisus × pseudorochelii (Simonk.) Pifkó
- Chamaecytisus ruthenicus (Fischer ex Woloszczak) Klásk.